# ذي مسفتس (فلم)
ذي مِسفِتس (بالإنجليزية: The Misfits) هو فيلم أكشن جديد من إخراج ريني هارلين وكتبه روبرت هيني وكورت ويمر. نجوم الفيلم بيرس بروسنان ورامي جابر وهيرميون كورفيلد وجيمي تشونغ ومايك دي أنجيلو وتيم روث ونيك كانون. ومن المقرر أن تصدره شركة الأفنيو الترفيهية في 11 يونيو 2021.

## القصة
تدور أحداث الفيلم في الشرق الأوسط، ويتابع الفيلم المهندس المعماري ريتشارد بيس الذي يجد نفسه متورطًا في عملية سرقة ذهب كبيرة لها آثار تتجاوز بكثير ما كان يمكن أن يخطط له. وله بعد سياسي أخر وهو عبث الجماعات المتطرفة في الدول العربية ومنها، جماعة الأخوان المسلمين والتي تمولهم دولة قطر.

## طاقم العمل
- بيرس بروسنان في دور ريتشارد بيس
- رامي جابر في دور الأمير
- هيرميون كورفيلد في دور هوب
- جيمي تشونغ في دور فيوليت
- مايك د أنجيلو في دور ويك
- تيم روث بدور شولتز
- نيك كانون بدور رينغو
- قيس قنديل بدور جايسون كويك

## الإنتاج
قال ريني هارلين مخرج الفيلم: «نحن متحمسون للغاية لوجوده بروسنان على متن الطائرة». «بيرس وأنا صديقان منذ سنوات عديدة ونبحث عن مشروع للتعاون عليه لبعض الوقت. لم أكن أتمنى أن يؤدي ممثل أفضل دورنا».
تم الإعلان عن المشروع لأول مرة في 12 فبراير 2019 في سوق الفيلم الأوروبي بمهرجان برلين السينمائي الدولي. تشمل مواقع التصوير أبو ظبي ودبي ولوس أنجلوس. بدأ التصوير الرئيسي بعد أسبوع.

## تاريخ الإصدار
تم تعيين هايلاند فيلم بالتعاون مع بارامونت لتوزيع الفيلم في 11 يونيو 2021.

## الجدل
كان الفيلم مثيراً للجدل في قطر بعد عرضه في الولايات المتحدة بسبب بعض الإشارات إلى قطر بتمويل الإرهاب والإشارات الصريحة إلى جماعة الإخوان المسلمين على أنهم إرهابيون مع يوسف القرضاوي باعتباره العقل المدبر لهم. تحولت الشبهات إلى صرخة احتجاج لأن الفيلم تم تمويله وإنتاجه بشكل مشترك من قبل شركة إنتاج إماراتية، نظرًا لمشاركة وسائل الإعلام الإماراتية في الترويج لهذه الرواية ضد قطر على الأقل منذ الأزمة الدبلوماسية القطرية الأولى. تنامي رد الفعل مع اللقطات المسربة من الإصدار الكوري الجنوبي أدى إلى خلاف حول الدعاية المناهضة لقطر المضمنة في الفيلم. أوقفت شركة فوكس سينيما المملوكة لدولة الإمارات العربية المتحدة في النهاية إطلاق الفيلم المخطط له في قطر، مع بيان صحفي أكد الخطوة بحلول الأول من يوليو 2021.

## برامج عنه
تم عرض حلقة خاصة عن الفيلم عبر برنامج ما خفي أعظم الذي يذاع عبر قناة الجزيرة حيث تم عرض تسريبات حصرية عن سيطرة أبو ظبي على فيلم هوليودي وتوجيهه للإساءة إلى قطر، وبيّن بوثائق وتسجيلات حصرية كيفية سيطرة أبو ظبي على الفيلم وتحويله إلى فيلم سياسي موجه يخدم أجندتهاـ عبر فيلم «غريبو الأطوار» (the misfits) السينمائي، مع إجراء لقاءات حصرية مع مشاركين في الفيلم، بينهم أحد منتجيه الرئيسيين، وتتبع جميع مراحل إنتاج الفيلم في الإمارات وخارجها، والأشخاص والمسؤولين المرتبطين به.